# Anton von Taczanowski

Das Wappen der Grafen von Taczanow-Taczanowski

Anton Graf von Taczanow-Taczanowski (* 1847 in Taczanowo, Landkreis Krotoschin, Provinz Posen; † 1917 ebenda) war Mitglied des preußischen Herrenhauses für den Landkreis Pleschen in Posen.

## Familie
Anton von Taczanowski entstammte einem großpolnischen Adelsgeschlecht, das seinen Namen nach dem Ort Taczanowo führt, wo die Familie im Jahr 1437 erstmals urkundlich erwähnt wurde. Er war ein Neffe des am 17. Mai 1854 in den preußischen Grafenstand erhobenen königlich preußischen Kammerherrn Alfons von Taczanowski, Majoratsherr auf Taczanowo.
Die Erhebung in den Grafenstand wurde am 21. März 1857 in Berlin auf den jeweils erstgeborenen Nachkommen (Primogenitur) erweitert, der gemäß Erlass vom 8. März 1858 zugleich auch erbliches Mitglied im Preußischen Herrenhaus war. Beides war aber geknüpft an den am 14. Januar 1856 gestifteten Fideikommiss-Besitz Taczanowo.

## Leben

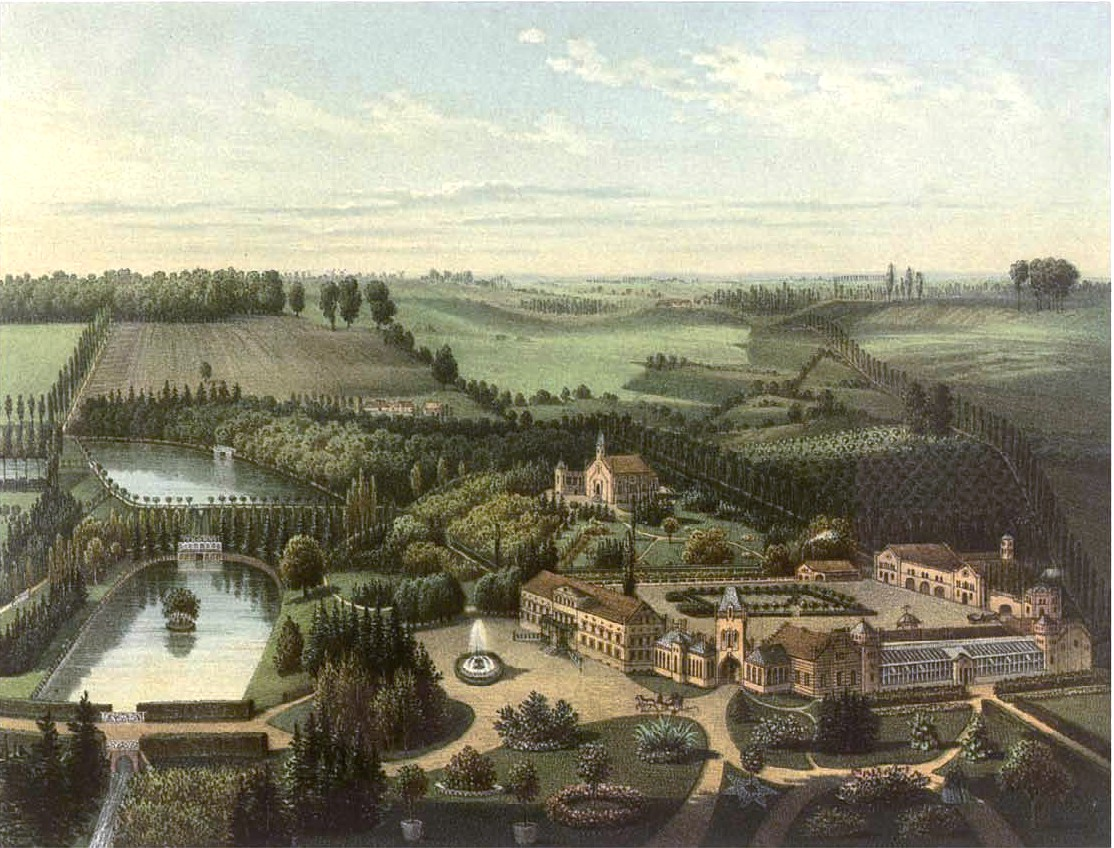
Schloss Taczanowo um 1860, Sammlung Duncker

Taczanowski war ab 1867 Besitzer u. a. von Schloss und Herrschaft Taczanowo und Mitglied des Preußischen Herrenhauses, weigerte sich als polnischer Nationalist aber, seinen deutschen Titel zu führen. Zeitweise lebte der Graf in Berlin oder war auf Reisen. Des Weiteren gründete er für seinen Heimatort einen Vorschussverein nach Raiffeisen’schem System.